# Durium subfasciata
Durium subfasciata är en insektsart som först beskrevs av Melichar 1906.  Durium subfasciata ingår i släktet Durium och familjen Tropiduchidae. Inga underarter finns listade i Catalogue of Life.